# Benserazidă
Benserazida este un inhibitor enzimatic pentru DOPA-decarboxilaza periferică, care nu poate trece bariera hemato-encefalică. Calea de administrare disponibilă este cea orală, în asociere cu levodopa.

## Utilizări medicale
Compusul este utilizat doar în asociere cu levodopa, pentru scădea metabolizarea acesteia la nivel periferic, în tratamentul bolii Parkinson și în sindromul picioarelor neliniștite.